# 스타즈 (텔레비전 네트워크)
스타즈(Starz)는 미국의 케이블 텔레비전용 유료 TV 텔레비전 네트워크이다.

## 현재의 프로그래밍
- 아웃랜더 (드라마)
- 스텝 업: 하이 워터 시즌 3

## 과거의 프로그래밍
- 신들의 전쟁 (드라마)
- 검은 해적
- 카운터파트
- 매직 시티
- 파워 (미국의 드라마)
- 스파르타쿠스 (2010년 드라마)
- 애쉬 vs 이블 데드
- 스파르타쿠스: 갓 오브 아레나
- 스패니쉬 프린세스

### 공동 제작
- 카멜롯 (드라마)
- 다빈치의 악마들
- 더 미씽
- 대지의 기둥 (드라마)
- 화이트 퀸